# I Love You Rosa
I Love You Rosa è un film del 1972 diretto da Moshé Mizrahi.
Il film ha ricevuto una nomination agli Oscar come miglior film straniero ed è stato presentato in concorso al 25º Festival di Cannes.